# Радім Житко
Радім Житко (чеськ. Radim Žitko; нар. 8 грудня 1978) — колишній чеський тенісист.
Найвищу одиночну позицію світового рейтингу — 253 місце досяг 11 вересня 2006, парну — 515 місце — 8 березня 2004 року.

## Титули ITF Ф'ючерс

### Одиночний розряд: (6)
| Ранг | Дата     | Турнір                    | Покриття | Суперник           | Рахунок           |
| ---- | -------- | ------------------------- | -------- | ------------------ | ----------------- |
| 1.   | Вер 1999 | Німеччина F10, Обергахінг | Килим    | Іво Карлович       | 6–1, 6–2          |
| 2.   | Лис 2000 | Австралія F1, Beaumaris   | Тверде   | Пол Генлі          | 6–2, 6–4          |
| 3.   | Вер 2001 | Японія F7, Тіба           | Тверде   | Ешлі Форд          | 6–4, 4–6, 7–6(13) |
| 4.   | Чер 2003 | Чехія F2, Карлові Вари    | Ґрунт    | Томаш Цакль        | 4–6, 6–1, 7–6(2)  |
| 5.   | Лют 2006 | Австралія F1, Сідней      | Килим    | Натан Гілі         | 3–6, 6–4, 6–4     |
| 6.   | Тра 2006 | Польща F4, Катовиці       | Ґрунт    | Міхаель Рідерстедт | 6–7(1), 6–2, 6–4  |

### Парний розряд: (5)
| Ранг | Дата     | Турнір                                     | Покриття | Партнер          | Суперники                         | Рахунок             |
| ---- | -------- | ------------------------------------------ | -------- | ---------------- | --------------------------------- | ------------------- |
| 1.   | Жов 1998 | Франція F9, Форбак                         | Килим    | Павел Курднач    | Клод Н'Горан Ніколя Перрен        | 6–1, 6–4            |
| 2.   | Жов 1998 | Франція F10, Сен-Дізьє                     | Тверде   | Павел Курднач    | Ґордон Берґраф Мелле ван Ґемерден | 6–4, 6–4            |
| 3.   | Чер 2003 | Грузія F1, Тбілісі                         | Ґрунт    | Ярослав Поспішил | Михайло Єлгін Орест Терещук       | 1–6, 7–5, 7–5       |
| 4.   | Тра 2006 | Польща F4, Катовиці                        | Ґрунт    | Міхал Навратіл   | Радослав Ніякі Філіп Урбан        | 6–2, 6–7(5), 6–3    |
| 5.   | Лис 2008 | Домініканська Республіка F2, Санто-Домінго | Тверде   | Давід Ґоффен     | Ладо Чихладзе Давід Клір          | 7–6(8), 3–6, [10–3] |